# Gus Aiken
Pour les articles homonymes, voir Aiken.
Augustine Gus Aiken est un trompettiste américain, né à Charleston en Caroline du Sud, le 26 juillet 1902, mort à New York le 1er avril 1973.
Il apprend la musique à l'orphelinat, puis débute dans des formations peu réputées pour jouer ensuite au sein d'orchestres relativement connus : Charlie Johnson, le Mills Blue Rhythm Band, Luis Russell, Elmer Snowden, Lucky Millinder, Budd Johnson, James Archey. Il lui est ainsi arrivé d'accompagner Louis Armstrong. Il a même dirigé quelque temps son propre orchestre mais n'a pas réellement marqué l'histoire du jazz.
À noter que son nom est parfois orthographié par erreur Gus Aitken sur quelques pochettes de disques.